# A briteket segítő belgák emlékműve
A briteket segítő belgák emlékműve (Anglo-Belgian Memorial; Monument Britannique; Brits Oorlogsmonument) Brüsszelben, a Poelaertpleinen áll, és azoknak a belgáknak állít emléket, akik az első világháború idején a földjükön harcoló brit sebesülteknek, hadifoglyoknak segítettek.

## Az emlékmű
Az emlékművet a nemzetközösségi hadisírokat gondozó bizottság (Commonwealth War Graves Commission) rendelte meg, készítője Charles Sargeant Jagger brit szobrász volt. 1923-ban a walesi herceg, a későbbi VIII. Eduárd brit király leplezte le. Az emlékmű egy kőfalból és az előtte álló két katonaszoborból áll. Az egyik katona belga, a másik brit egyenruhában van. A falon futó véseteken belga farmerek segítenek sebesült brit katonáknak. Londonban áll egy hasonló hálaemlékmű, amelyet a belgák adományoztak az angoloknak.